# Freddy Horion en Roland Feneulle
Freddy André Horion (Gent, 21 september 1947) alias de Zonnebril en Roland Feneulle (Gent, 9 september 1953 – Brugge, 22 oktober 2013) zijn misdadigers en moordenaars, met respectievelijk Belgische en Franse nationaliteit. Samen werden ze in 1980 veroordeeld wegens de moord op het gezin Steyaert op 23 juni 1979.

## Overval
Op 23 juni 1979 vielen Horion en Feneulle de woning van autohandelaar Roland Steyaert in Sint-Amandsberg binnen. Roland Steyaert werd in zijn garage vermoord, gevolgd door de rest van het gezin: echtgenote Leona Van Lancker, hun 13-jarig dochtertje Hilde, alsook de 22-jarige dochter Anne-Marie en haar 24-jarige verloofde Marc De Croock, die tijdens de overval nietsvermoedend thuiskwamen.

## Rechtszaak
De politie ontdekte een verband met een eerdere moordzaak: die op Hélène Lichachevski, een winkelierster in de haven van Gent die op 9 februari 1979 met hetzelfde wapen omgebracht werd. Twee dagen na de moord op de familie Steyaert werd Feneulle gearresteerd, een dag later Horion. 
Horion, verdedigd door de jonge Jef Vermassen, en Feneulle werden in 1980 door het Oost-Vlaamse hof van assisen schuldig bevonden aan zesvoudige moord en ter dood veroordeeld, hetgeen meteen werd omgezet in een levenslange gevangenisstraf (die Horion nog steeds uitzit). Nadat Horion decennia in de gevangenis van Leuven Centraal en Brugge opgesloten was, werd hij in november 2009 overgeplaatst naar de gevangenis van Hasselt, dit op vraag van zijn advocaat toen Horion, ten tijde van een ontsnappingenplaag die heerste in de Belgische gevangenissen, een verbod kreeg om naar de openluchtkoer te wandelen. In oktober 1982 wist Horion te ontsnappen. Na anderhalve maand ondergedoken te zijn in Nederland werd Horion opnieuw gearresteerd. Al jaren probeert Freddy Horion vervroegde vrijlating te verkrijgen, tot op heden zonder resultaat. In 2021 werd bekend dat Horion van de Hasseltse gevangenis naar de ziekenboeg van de strafinrichting van Brugge was gebracht. Hij was besmet met het coronavirus en vertoonde ernstige symptomen.
Feneulle zat opgesloten in de gevangenis van Oudenaarde, en werd in 2013 overgebracht naar de hospitaalafdeling van de gevangenis van Brugge waar hij op 60-jarige leeftijd overleed ten gevolge van longkanker. 
Horion zou nu echter de moord op de Oost-Vlaamse winkelierster Lichachevski, waarvoor hij werd veroordeeld, ontkennen en in de schoenen van een vriend schuiven. Dit beweert hij in een reeks brieven. De bewuste vriend loopt nog steeds vrij rond, maar de feiten zijn verjaard.
Horion vecht al jaren zijn langdurige opsluiting aan en haalde in 2023 zijn gelijk toen het Europees Hof oordeelde dat hij in vrijheid moest worden gesteld. Later dat jaar oordeelde het Antwerpse Hof van Beroep dat Horion moest worden vrijgelaten op straffe van een dwangsom van 1.000 euro per dag, te betalen door de Belgische overheid.
Hij heeft in mei 2025 een aanvraag ingediend om euthanasie te krijgen wegens ondraaglijk psychisch lijden. Hij deed dat nadat al zijn pogingen om vrij te komen mislukten. Jürgen Millen, de advocaat van Horion, bevestigde. "Zijn situatie is uitzichtloos en Freddy Horion lijdt daar psychisch heel zwaar onder. Hij heeft gevraagd om euthanasie te mogen krijgen. Hij wordt ouder. Hij werkt nog wel in de gevangenis, maar hij kan minder en minder. Zijn ogen en oren gaan achteruit. En de uitzichtloosheid wordt hem te veel. Zijn euthanasie-aanvraag is niet bedoeld als middel om druk te zetten op de overheid. Hij meent het." 